# スアンフーン湖
スアンフーン湖（ベトナム語：Hồ Xuân Hương / 湖春香）は、ベトナムのダラット市の中心にある美しい湖であり、周囲を松林、芝生、花畑などで囲まれている。 同市を訪れる観光客が周囲を歩いたり、馬車に乗る姿をみることができる。スアンフーン湖は、周囲約5 km、幅25ヘクタール、2 km以上に広がる三日月形の人工湖である。

## 概要
湖は花畑と松や草の樹木が茂ったエリアに囲まれている。湖のほとりに沿った道路は、街の人や観光客が非常に頻繁に訪れる。

## 湖の名前由来説
"スアンフーン湖"の名前の意味は、春の香りという意味である。名前の由来は下記の二つの説が唱えられている。

### 説１
スアンフーン湖という名前の由来は、春になると湖の周りの植物の香りが混ざり合うため、スアンフーン湖と呼ばれるようになった。

### 説２
スアンフーン湖は1953年以来、ベトナム人女性詩人ノムによって、ロマンチックなイメージをし、スアンフーンと名付けられた。

## 歴史

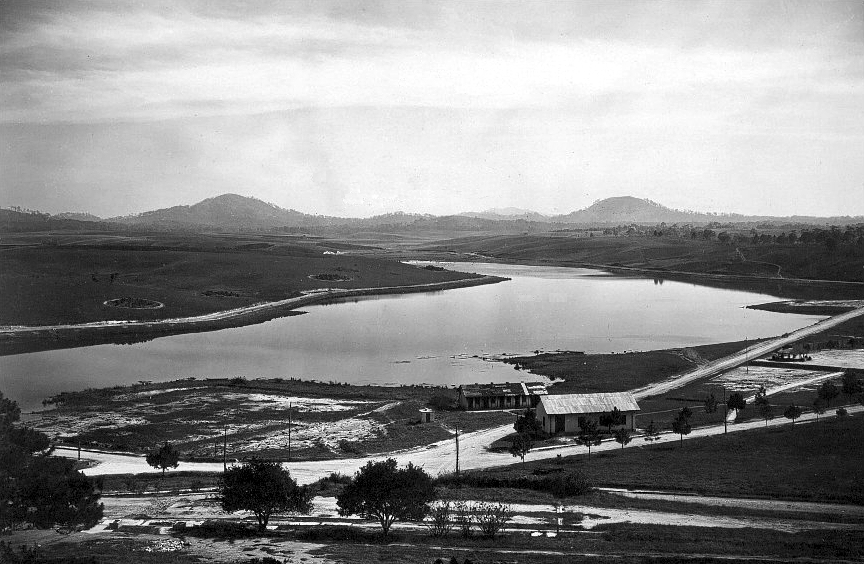
1920年のスアンフーン湖の様子

スアンフーン湖はもともとカムリー川が流れる谷で、ラック族(コホ族)の初期の住民が集まっていた。 1919年、クンハック使節の主導により、土木技師のラブベは小川が湖を形成するのを阻止し始めた。1934年から1935年に、エンジニアのトランダンコアが大きな石のダムを設計および建設した。これは現在のオンダオ橋であり、フランス人はグランドラック（五大湖）と名付けた。

## 概要
スアンフーン湖はダラット市の中心であり、市内中央に湖がある珍しい都市の1つとなる。 スアンフーン湖は、ダラットの最も魅力的な観光名所であり、ダラットを表す代表的な湖になっている。

## 参照
1. ↑  “Hồ Xuân Hương”. 2009年3月3日時点のオリジナルよりアーカイブ。2009年3月3日閲覧。
2. ↑  Theo Đất Việt Mến Yêu của Phạm Côn Sơn trang 37 - Nhà xuất bản Thanh Niên